# Geheimnisvolle Orte
Geheimnisvolle Orte ist eine Fernsehreihe des RBB, des WDR und von Das Erste. Dort wurden seit 2004 über 150 Dokumentationen über besondere geschichtsträchtige Orte vor allem in Deutschland gezeigt.

## Rundfunk Berlin-Brandenburg
Der Rundfunk Berlin-Brandenburg (RBB) produzierte seit 2004  über 100 Sendungen  über besondere  Orte vor allem in Berlin und Brandenburg, sowie einige in den ehemaligen deutschen Gebieten im heutigen  Polen. 
Diese werden mit historischen und aktuellen Dokumentaraufnahmen und Auskünften von Experten und Zeitzeugen vorgestellt. Jede Sendung dauert etwa 44 Minuten. Einige Filme wurden auch in anderen Sendern, wie Das Erste, Phoenix und 3sat gezeigt. 
Angegeben sind die Erstsendejahre. 
2004
- 1. Hohenlychen – Das Sanatorium der Nazis
- 2. Die Katakomben von Tempelhof
- 3. Die Schorfheide – Das Jagdrevier der Mächtigen
- 4. Die Hakeburg
- 5. Der Teufelsberg
- 6. Der Hochbunker von Berlin
- 7. Wünsdorf – Eine Kommandozentrale der Geschichte
- 8. Die Inseln von Berlin

2005
- 9. Das Belvedere auf dem Pfingstberg – Traumschloss mit Ausblick
- 10. Neuhardenberg
- 11. Bogensee – Die Geschichte eines verborgenen Ortes bei Wandlitz
- 12. Das Labyrinth von Zehlendorf: Das Telefunkenwerk – vom NS-Hightech-Labor zum US-Hauptquartier
- 13. Checkpoint Charlie
- 14. Bad Saarow
- 15. Die Pyramiden vom Treptower Park – Die versunkene Weltausstellung

2006
- 16 Die Glienicker Brücke – Letzte Hoffnung der Spione
- 17 Im Schattenreich der DDR – Die Bunkerwelten der Genossen
- 18 Potsdamer Platz
- 19 Der Zoologische Garten Berlin – Geschichte einer Großstadtoase
- 20 Die Charité – Geschichten auf Leben und Tod
- 21 Die Wolfsschanze

2007
- 22 Unter dem Pflaster von Berlin
- 23 Der Ostwall
- 24 Wandlitz – Waldsiedlung

2008
- 25 Das Olympische Dorf
- 26 Der Funkturm
- 27 Hitlers Schloss in Posen – Die letzte „Führerresidenz“

2009
- 28 Adlon verpflichtet
- 29 Die Hochbunker von Berlin
- 30 Schloss Schönhausen
- 31 Die Stasi-Zentrale
- 32 Die Russische Botschaft

2010
- 33 Die Beelitz-Heilstätten
- 34 Der Reichstag – Geschichte eines deutschen Hauses
- 35 Das Potsdamer Stadtschloss

36 Das Berliner Stadtschloss
37 Klein-Moskau in Karlshorst
2011
- 38 Das Haus des Rundfunks
- 39 Am Wannsee
- 40 Die Berliner Häfen
- 41 Das russische Potsdam
- 42 Der Bendlerblock
- 43 Der Friedrichstadt-Palast
- 44 Neustadt an der Dosse – Das preußische Gestüt

2012
- 45 Unser Hollywood: Das Filmstudio Babelsberg
- 46 Die Oranienburger Straße
- 47 Das amerikanische Hauptquartier – Eine Machtzentrale im Kalten Krieg
- 48 Klein-Glienicke
- 49 Das Kernkraftwerk Rheinsberg
- 50 Der Alexanderplatz
- 51 Drewitz-Dreilinden – Transit Westberlin
- 52 Stasi-Knast und Sperrgebiet – Hinter den Mauern von Hohenschönhausen
- 53 Die AVUS
- 54 Prora
- 55 Hitlers Schloss in Schlesien

2013 
- 56 Die Humboldt-Universität
- 57 Der Volkspark Friedrichshain – Mont Klamott
- 58 Die Museumsinsel
- 59 Rüdersdorf
- 60 Die Schönhauser Allee
- 61 Küstrin – Pompeji an der Oder
- 62 Geltow – Das geheime Militärkommando der Deutschen

2014
- 63 Der Flughafen Rangsdorf – Ein Flugplatz der Geschichte
- 64 Schloss Liebenberg
- 65 Industrieareal Oberschöneweide
- 66 Bahnhof Friedrichstraße – Agentenschleuse und Grenzpassage
- 67 Der Grunewald
- 68 Der Teltowkanal – Lebensader und Todeszone

2015
- 69 Die Potsdamer Garnisonkirche – Ein preußisches Wahrzeichen
- 70 Kummersdorf – Waffenschmiede und Kriegslabor
- 71 Kienbaum – Die Weltmeisterschmiede in der Mark
- 72 Fluchtpunkt Entenschnabel – Die Tunnelbauer von Glienicke-Nordbahn
- 73 Der Spreewald
- 74 Eisenhüttenstadt

2016
- 75 Der Anhalter Bahnhof – Das verschwundene Tor zur Welt
- 76 Flughafen Schönefeld: Hitlers Luftwerft – Honeckers Airport
- 77 Görings Carinhall – Die Schorfheide
- 78 Honeckers Jagdrevier – Die Schorfheide
- 79 Stettin
- 80 Die Krankenhausstadt Buch – Heilstätte für Bettler, Bürger, Bonzen
- 81 Troja und der Schatz des Priamos

2017
- 82 Die Charité – Geschichten von Leben und Tod
- 83 Die Volksbühne am Rosa-Luxemburg-Platz
- 84 Clärchens Ballhaus
- 85 Die Schneekoppe
- 86 Die Sacrower Heilandskirche – Kirche im Niemandsland
- 87 Bogensee – Goebbels Villa & Hochschule der FDJ

2018
- 88 Rennbahn Hoppegarten
- 89 Das Springer-Hochhaus
- 90 Der Müggelsee – Das Meer von Berlin
- 91 Schwanenwerder – Eine Insel mit Geschichte

2019
- 92 Der Zoologische Garten
- 93 Das Messegelände am Funkturm
- 94 Der Nordbahnhof – Reisetempel und Geisterstation

2020
- 95 Das Rote Rathaus
- 96 Der Brauhausberg in Potsdam – Potsdams Hügel der Macht
- 97 Das verlorene Alt-Berlin
- 98 Der Humboldthain

2021
- 99 Der Gendarmenmarkt – Irgendwie klassisch. Immer im Wandel
- 100 Hotel Adlon
- 101 Die Brauereien am Prenzlauer Berg

2022
- 102 Schwarze Pumpe
- 103 Die Wuhlheide

2023
- 104 Wandlitz – Enklave der Macht
- 105 Der Teufelsberg
- 106 Hitlers Zentrale des Terrors: Die Nazis und der Massenmord
- 107 Der Ostbahnhof – Tor zum Osten
- 108 Adlershof – Zwischen Träumen, Umbrüchen und Visionen

2024
- 109 Tierpark Berlin
- 110 Der Funkturm
- 111 Der Fernsehturm
- 112 Breslau – Preußens Provinz, Hitlers Festung und die Metropole Wrocław
- 113 Berlin von unten – Geschichten aus dem Untergrund

2025
- 114 Willkür hinter Gittern – Potsdams Gefängnis in der Lindenstraße

## Das Erste
Das Erste zeigte 44 Folgen  Geheimnisvolle Orte zwischen 2012 und 2022. 
Diese beschrieben vor allem Orte in Deutschland, sowie einzelne in Polen, Russland, Frankreich, Großbritannien, Österreich, Israel und Tschechien. Einige Filme wurden vom RBB und vom WDR hergestellt.
Staffel 1 (2012)
- 1 / 1.01. Hitlers Reichskanzlei, RBB
- 2 / 1.02. Sperrgebiet Air Base – Klein-Amerika in Deutschland
- 3 / 1.03. Honeckers Regierungsbunker, RBB

Staffel 2 (2014)
- 4 / 2.01. Kanzlerbungalow
- 5 / 2.02. Hitlers U-Boot-Bunker

- 6 / 2.03. Prora – Naziseebad und Sperrgebiet
- 7 / 2.04. Das Stammheimer Gefängnis

Staffel 3 (2014)
- 8 / 3.01. Schloss Bellevue – Ein Amtssitz mit Geschichte, RBB
- 9 / 3.02. Petersberg

Staffel 4 (2015)
- 10 / 4.01 Bremerhavens Auswandererkai – Die Columbuskaje
- 11 / 4.02 Der Brocken
- 12 / 4.03 Die Schorfheide – Das Jagdrevier der Mächtigen, RBB

Staffel 5 (2016)
- 13 / 5.01 Der Aachener Dom, WDR
- 14 / 5.02 Görings Ministerium – Geschichte einer deutschen Machtzentrale, RBB
- 15 / 5.03 Der Kyffhäuser
- 16 / 5.04 Das Berliner Olympiastadion – Von Hitlers Arena zur Spionagezentrale, RBB
- 17 / 5.05 Das Gefängnis Moabit, RBB
- 18 / 5.06 Pullach

Staffel 6 (2017)
- 19 / 6.01 Der Grenzbahnhof Probstzella
- 20 / 6.02 Der Kölner Dom, WDR
- 21 / 6.03 Das KaDeWe, RBB
- 22 / 6.04 Hitlers Wolfsschanze, RBB
- 23 / 6.05 Helgoland
- 24 / 6.06 Mukran – Honeckers Superhafen
- 25 / 6.07 Die Berliner Gedächtniskirche – Ein deutsches Denkmal, RBB